# Torneo Clausura 2017 Liga de Nuevos Talentos
El Torneo Clausura 2016 de la Liga de Nuevos Talentos fue el 40° torneo corto que cerró la LXVII temporada de la Segunda División de México. Contó con la participación de 21 equipos, al término del torneo sí hubo descenso a la Tercera División de México. Yalmakan, campeón de este torneo, se enfrentó a Correcaminos UAT, campeón del Torneo Apertura 2016, en la final por el ascenso.

## Sistema de competición
El sistema de competición de este torneo se desarrolla en dos fases:
- Fase de calificación: que se integra por las 14 jornadas del torneo (partidos de ida y vuelta) y además de que durante el torneo cada equipo tendrá dos Jornadas de descanso.
- Fase final: que se integra por los partidos de ida y vuelta en rondas de cuartos de final, de semifinal y final.

### Fase de calificación
En la fase de calificación se observará el sistema de puntos. La ubicación en la tabla general está sujeta a lo siguiente:
- Por juego ganado se obtendrán tres puntos.(si el visitante gana por diferencia de 2 o más goles se lleva el punto extra)
- Por juego empatado se obtendrá un punto. (se juegan en penales el punto extra)
- Por juego perdido no se otorgan puntos.

En esta fase participan los 21 Clubes de la Liga de Nuevos Talentos jugando en cada grupo todos contra todos durante las jornadas respectivas, a un solo partido.
El orden de los clubes al final de la Fase de Calificación del torneo corresponderá a la suma de los puntos obtenidos por cada uno de ellos y se presentará en forma descendente. Si al finalizar las 14 jornadas del torneo, dos o más clubes estuviesen empatados en puntos, su posición en la Tabla general será determinada atendiendo a los siguientes criterios de desempate:
1. Mejor diferencia entre los goles anotados y recibidos.
2. Mayor número de goles anotados.
3. Marcadores particulares entre los Clubes empatados.
4. Mayor número de goles anotados como visitante.
5. Mejor ubicado en la Tabla general de cociente.
6. Tabla Fair Play.
7. Sorteo.

Para determinar los lugares que ocuparán los Clubes que participen en la Fase final del Torneo se tomará como base la Tabla general de clasificación.
Participan automáticamente por el título de Campeón de la Liga de Nuevos Talentos los dos mejores lugares de cada grupo, además de los dos mejores terceros lugares (8 en total).

### Fase final
Los ocho clubes calificados para esta fase del torneo serán reubicados de acuerdo con el lugar que ocupen en la Tabla general al término de la jornada 14, con el puesto del número uno al club mejor clasificado, y así hasta el # 8. Los partidos a esta fase se desarrollarán a visita, en las siguientes etapas:
- Cuartos de final
- Semifinales
- Final

Los clubes vencedores en los partidos de cuartos de final y semifinal serán aquellos que en los dos juegos anoten el mayor número de goles. De existir empate en el número de goles anotados, la posición se definirá a favor del club con mayor cantidad de goles a favor cuando actúe como visitante.
Si una vez aplicado el criterio anterior los clubes siguieran empatados, se observará la posición de los clubes en la Tabla general de clasificación.
Los partidos correspondientes a la fase final se jugarán obligatoriamente los días miércoles y sábado, y jueves y domingo eligiendo, en su caso, exclusivamente en forma descendente, los cuatro Clubes mejor clasificados en la Tabla general al término de la jornada 14, el día y horario de su partido como local. Los siguientes cuatro Clubes podrán elegir únicamente el horario.
El Club vencedor de la Final y por lo tanto Campeón, será aquel que en los dos partidos anote el mayor número de goles. Si al término del tiempo reglamentario el partido está empatado, se agregarán dos tiempos extras de 15 minutos cada uno. De persistir el empate en estos periodos, se procederá a lanzar tiros penales hasta que resulte un vencedor.
Los partidos de cuartos de final se jugarán de la siguiente manera:
En las semifinales participarán los cuatro clubes vencedores de cuartos de final, reubicándolos del uno al cuatro, de acuerdo a su mejor posición en la Tabla general de clasificación al término de la jornada 14 del torneo correspondiente, enfrentándose:
Disputarán el título de Campeón de los Torneos de Apertura 2016 y Clausura 2017 los dos clubes vencedores de la fase semifinal correspondiente, reubicándolos del uno al dos, de acuerdo a su mejor posición en la Tabla general de clasificación al término de las jornadas de cada torneo.

## Equipos por Entidad Federativa
Se muestran las localizaciones en mapa de equipos de Segunda División de México 2016/17 ramal Liga de Nuevos Talentos de México.
Para la temporada 2016-17, la entidad federativa de la República Mexicana con más equipos en la Liga de Nuevos Talentos es Estado de México con tres equipos.
| Garzas UAEH y FC Satélites Apatzingán Deportivo San Juan Sahuayo FC Coyotes Lobos Prepa Colibríes Gladiadores Chimalhuacán Celaya "B" Patriotas Calor de San Pedro y Atlético Lagunero Dorados "B" Valle Verde Yalmakan Cuautla Correcaminos "B" |

| Entidad Federativa | N.º | Equipos                                                                      |
| ------------------ | --- | ---------------------------------------------------------------------------- |
| Estado de México   | 3   | Deportivo Nuevo Chimalhuacán, Deportivo Gladiadores y Colibríes de Malinalco |
| Durango            | 2   | Atlético Lagunero y Calor de San Pedro                                       |
| Hidalgo            | 2   | Garzas UAEH y FC Satélites                                                   |
| Michoacán          | 2   | Sahuayo FC y Alacranes Rojos de Apatzingán                                   |
| Jalisco            | 1   | Deportivo San Juan                                                           |
| Chiapas            | 1   | Valle Verde                                                                  |
| Guanajuato         | 1   | Celaya "B"                                                                   |
| Morelos            | 1   | Cuautla                                                                      |
| Quintana Roo       | 1   | Yalmakan                                                                     |
| Veracruz           | 1   | Patriotas                                                                    |
| Puebla             | 1   | Lobos Prepa                                                                  |
| Sinaloa            | 1   | Dorados "B"                                                                  |
| Tlaxcala           | 1   | Tlaxcala B                                                                   |
| Guerrero           | 1   | Cuatetes de Acapulco                                                         |
| Colima             | 1   | Manzanillo                                                                   |
| Tamaulipas         | 1   | Correcaminos "B"                                                             |

### Grupo 1
| Logo | Equipo                        | Sede                           | Entrenador             | Estadio                                   | Filial de          |
| ---- | ----------------------------- | ------------------------------ | ---------------------- | ----------------------------------------- | ------------------ |
|      | Alacranes Rojos de Apatzingán | Apatzingán, Michoacán          | César Salazar          | Adolfo López Mateos                       |                    |
|      | Atlético Lagunero             | Matamoros, Coahuila            | Guillermo Gómez        | Deportiva Raul Onofre                     |                    |
|      | Club Calor                    | Gómez Palacio, Durango         | Miguel Ángel Salais    | Unidad Deportiva Gómez Palacio            |                    |
|      | Correcaminos "B"              | Ciudad Victoria, Tamaulipas    | Ricardo Chávez Medrano | Eugenio Alvizo Porras                     | Correcaminos UAT   |
|      | Deportivo San Juan            | San Juan de los Lagos, Jalisco | Adán Sahagún           | San Andrés                                |                    |
|      | Dorados "B"                   | Culiacán, Sinaloa              | Omar Briceño           | Banorte                                   | Dorados de Sinaloa |
|      | Sahuayo F.C.                  | Sahuayo, Michoacán             | Carlos Torres          | Unidad Deportiva Francisco García Vilchis | Tigres UANL        |

### Grupo 2
| Logo | Equipo                 | Sede                         | Entrenador          | Estadio              | Filial de           |
| ---- | ---------------------- | ---------------------------- | ------------------- | -------------------- | ------------------- |
|      | Celaya "B"             | Soria, Guanajuato            | Rafael Bautista     | Miguel Alemán Valdés | Club Celaya         |
|      | Cuatetes de Acapulco   | Acapulco, Guerrero           | Antonio Arellanes   | Polideportivo CICI   |                     |
|      | Colibríes de Malinalco | Malinalco, Estado de México  | Marco Antonio Trejo | La Loma              | Alebrijes de Oaxaca |
|      | Deportivo Gladiadores  | Cuautitlán, Estado de México | Felix Vieyra        | Los Pinos            |                     |
|      | F.C. Satélites         | Tulancingo de Bravo, Hidalgo | Ángel Kamamoto      | Primero de Mayo      |                     |
|      | Garzas UAEH            | Pachuca, Hidalgo             | Juan Gabriel Cruz   | Revolución Mexicana  | CF Pachuca          |
|      | Vikingos               | Chalco, Estado de México     | Bandera de ?        | Arreola              |                     |

### Grupo 3
| Logo | Equipo                       | Sede                           | Entrenador           | Estadio                             | Filial de              |
| ---- | ---------------------------- | ------------------------------ | -------------------- | ----------------------------------- | ---------------------- |
|      | Coyotes "B"                  | Apetatitlán, Tlaxcala          | 'Por Definir'        | Unidad Deportiva Próspero Cahuantzi | Club de Fútbol Pachuca |
|      | Cuautla                      | Cuautla, Morelos               | Héctor Vidal         | Isidro Gil Tapia                    |                        |
|      | Deportivo Nuevo Chimalhuacán | Chimalhuacán, Estado de México | Víctor Hugo Macedo   | Tepalcates                          |                        |
|      | Valle Verde                  | Jiquipilas, Chiapas            | Pedro Jiménez Rincón | Richard Ruiz                        |                        |
|      | Lobos Prepa                  | Puebla, Puebla                 | Walter Paolella      | Olímpico de la BUAP                 | Lobos BUAP             |
|      | Patriotas                    | Córdoba, Veracruz              | Ignacio Morales      | Universidad Cristóbal Colón         |                        |
|      | Yalmakan                     | Puerto Morelos, Quintana Roo   | Carlos Bracamonte    | Pescadores                          |                        |

## Torneo Regular
Info Organizada de la Pag oficial de la Segunda División
https://web.archive.org/web/20160620071617/http://www.segundadivisionfmf.org.mx/resultados-segunda-division
| Jornada 1                                     | Jornada 1 | Jornada 1              | Jornada 1             | Jornada 1  | Jornada 1 | Jornada 1 | Jornada 1 | Jornada 1 | Jornada 1 | Jornada 1 |
| Grupo A                                       | Grupo A   | Grupo A                | Grupo A               | Grupo A    | Grupo A   | Grupo A   | Grupo A   | Grupo A   | Grupo A   | Grupo A   |
| Local                                         | Resultado | Visitante              | Estadio               | Fecha      | Hora      |           |           |           |           |           |
| --------------------------------------------- | --------- | ---------------------- | --------------------- | ---------- | --------- | --------- | --------- | --------- | --------- | --------- |
| Archivo:Correcaminos UAT.png Correcaminos "B" | 5 - 1     | Atlético Lagunero      | Eugenio Alvizo Porras | 7 de enero | 10:00     |           |           |           |           |           |
| Deportivo San Juan                            | 1 - 0     | Sahuayo FC             | San Andrés            | 7 de enero | 15:30     |           |           |           |           |           |
| Alacranes Rojos de Apatzingán                 | 0 - 12    | Dorados "B"            | Adolfo López Mateos   | 8 de enero | 16:00     |           |           |           |           |           |
| Grupo B                                       |           |                        |                       |            |           |           |           |           |           |           |
| Local                                         | Resultado | Visitante              | Estadio               | Fecha      | Hora      |           |           |           |           |           |
| Cuatetes de Acapulco                          | 1 - 2     | FC Satélites           | Polideportivo CICI    | 7 de enero | 12:00     |           |           |           |           |           |
| Vikingos                                      | 3 - 2     | Colibríes de Malinalco | Arreola               | 7 de enero | 16:00     |           |           |           |           |           |
| Celaya "B"                                    | 4 - 1     | Garzas UAEH            | Miguel Alemán Valdés  | 8 de enero | 12:00     |           |           |           |           |           |
| Grupo C                                       |           |                        |                       |            |           |           |           |           |           |           |
| Local                                         | Resultado | Visitante              | Estadio               | Fecha      | Hora      |           |           |           |           |           |
| Cuautla                                       | 4 - 1     | Coyotes "B"            | Isidro Gil Tapia      | 7 de enero | 16:00     |           |           |           |           |           |
| Deportivo Nuevo Chimalhuacán                  | 0 - 4     | Lobos Prepa            | Tepalcates            | 7 de enero | 16:00     |           |           |           |           |           |
| Yalmakan                                      | 4 - 1     | Valle Verde            | Pescadores            | 8 de enero | 15:00     |           |           |           |           |           |

| Jornada 2              | Jornada 2 | Jornada 2                                     | Jornada 2                                 | Jornada 2   | Jornada 2 | Jornada 2 | Jornada 2 | Jornada 2 | Jornada 2 | Jornada 2 | Jornada 2 |
| Grupo A                | Grupo A   | Grupo A                                       | Grupo A                                   | Grupo A     | Grupo A   | Grupo A   | Grupo A   | Grupo A   | Grupo A   | Grupo A   | Grupo A   |
| Local                  | Resultado | Visitante                                     | Estadio                                   | Fecha       | Hora      |           |           |           |           |           |           |
| ---------------------- | --------- | --------------------------------------------- | ----------------------------------------- | ----------- | --------- | --------- | --------- | --------- | --------- | --------- | --------- |
| Dorados "B"            | 3 - 1     | Archivo:Correcaminos UAT.png Correcaminos "B" | Banorte                                   | 14 de enero | 10:00     |           |           |           |           |           |           |
| Calor de San Pedro     | 4 - 1     | Deportivo San Juan                            | Unidad Deportiva Gómez Palacio            | 14 de enero | 15:00     |           |           |           |           |           |           |
| Sahuayo FC             | 7 - 0     | Alacranes Rojos de Apatzingán                 | Unidad Deportiva Francisco García Vilchis | 14 de enero | 17:00     |           |           |           |           |           |           |
| Grupo B                |           |                                               |                                           |             |           |           |           |           |           |           |           |
| Local                  | Resultado | Visitante                                     | Estadio                                   | Fecha       | Hora      |           |           |           |           |           |           |
| Garzas UAEH            | 0 - 0     | Deportivo Gladiadores                         | Revolución Mexicana                       | 13 de enero | 12:00     |           |           |           |           |           |           |
| Colibríes de Malinalco | 1 - 1     | Celaya "B"                                    | La Loma                                   | 14 de enero | 15:00     |           |           |           |           |           |           |
| FC Satélites           | 1 - 1     | Vikingos                                      | Primero de Mayo                           | 15 de enero | 12:00     |           |           |           |           |           |           |
| Grupo C                |           |                                               |                                           |             |           |           |           |           |           |           |           |
| Local                  | Resultado | Visitante                                     | Estadio                                   | Fecha       | Hora      |           |           |           |           |           |           |
| Lobos Prepa            | 3 - 0     | Patriotas de Córdoba                          | Olímpico de la BUAP                       | 13 de enero | 10:00     |           |           |           |           |           |           |
| Coyotes "B"            | 0 - 3     | Yalmakan                                      | Unidad Deportiva Próspero Cahuantzi       | 13 de enero | 17:00     |           |           |           |           |           |           |
| Valle Verde            | 6 - 3     | Deportivo Nuevo Chimalhuacán                  | Richard Ruiz                              | 14 de enero | 16:00     |           |           |           |           |           |           |

| Jornada 3                                     | Jornada 3 | Jornada 3              | Jornada 3                   | Jornada 3   | Jornada 3 | Jornada 3 | Jornada 3 | Jornada 3 | Jornada 3 | Jornada 3 | Jornada 3 |
| Grupo A                                       | Grupo A   | Grupo A                | Grupo A                     | Grupo A     | Grupo A   | Grupo A   | Grupo A   | Grupo A   | Grupo A   | Grupo A   | Grupo A   |
| Local                                         | Resultado | Visitante              | Estadio                     | Fecha       | Hora      |           |           |           |           |           |           |
| --------------------------------------------- | --------- | ---------------------- | --------------------------- | ----------- | --------- | --------- | --------- | --------- | --------- | --------- | --------- |
| Archivo:Correcaminos UAT.png Correcaminos "B" | 1 - 0     | Sahuayo FC             | Eugenio Alvizo Porras       | 21 de enero | 10:00     |           |           |           |           |           |           |
| Deportivo San Juan                            | 1 - 1     | Atlético Lagunero      | San Andrés                  | 21 de enero | 15:30     |           |           |           |           |           |           |
| Alacranes Rojos de Apatzingán                 | 2 - 3     | Calor de San Pedro     | Adolfo López Mateos         | 22 de enero | 16:00     |           |           |           |           |           |           |
| Grupo B                                       |           |                        |                             |             |           |           |           |           |           |           |           |
| Local                                         | Resultado | Visitante              | Estadio                     | Fecha       | Hora      |           |           |           |           |           |           |
| Cuatetes de Acapulco                          | 1 - 1     | Garzas UAEH            | Polideportivo CICI          | 21 de enero | 12:00     |           |           |           |           |           |           |
| Celaya "B"                                    | 2 - 3     | FC Satélites           | Miguel Alemán Valdés        | 22 de enero | 12:00     |           |           |           |           |           |           |
| Deportivo Gladiadores                         | 1 - 1     | Colibríes de Malinalco | Los Pinos                   | 22 de enero | 12:00     |           |           |           |           |           |           |
| Grupo C                                       |           |                        |                             |             |           |           |           |           |           |           |           |
| Local                                         | Resultado | Visitante              | Estadio                     | Fecha       | Hora      |           |           |           |           |           |           |
| Patriotas de Córdoba                          | 1 - 0     | Valle Verde            | Universidad Cristóbal Colón | 21 de enero | 15:00     |           |           |           |           |           |           |
| Deportivo Nuevo Chimalhuacán                  | 0 - 2     | Coyotes "B"            | Tepalcates                  | 21 de enero | 16:00     |           |           |           |           |           |           |
| Cuautla                                       | 1 - 1     | Lobos Prepa            | Isidro Gil Tapia            | 21 de enero | 16:00     |           |           |           |           |           |           |

| Jornada 4              | Jornada 4 | Jornada 4                                     | Jornada 4                           | Jornada 4   | Jornada 4 | Jornada 4 | Jornada 4 | Jornada 4 | Jornada 4 | Jornada 4 | Jornada 4 |
| Grupo A                | Grupo A   | Grupo A                                       | Grupo A                             | Grupo A     | Grupo A   | Grupo A   | Grupo A   | Grupo A   | Grupo A   | Grupo A   | Grupo A   |
| Local                  | Resultado | Visitante                                     | Estadio                             | Fecha       | Hora      |           |           |           |           |           |           |
| ---------------------- | --------- | --------------------------------------------- | ----------------------------------- | ----------- | --------- | --------- | --------- | --------- | --------- | --------- | --------- |
| Dorados "B"            | 0 - 0     | Deportivo San Juan                            | Banorte                             | 28 de enero | 10:00     |           |           |           |           |           |           |
| Calor de San Pedro     | 2 - 3     | Archivo:Correcaminos UAT.png Correcaminos "B" | Unidad Deportiva Gómez Palacio      | 28 de enero | 15:00     |           |           |           |           |           |           |
| Atlético Lagunero      | 7 - 1     | Alacranes Rojos de Apatzingán                 | Deportiva Raul Onofre               | 28 de enero | 16:00     |           |           |           |           |           |           |
| Grupo B                |           |                                               |                                     |             |           |           |           |           |           |           |           |
| Local                  | Resultado | Visitante                                     | Estadio                             | Fecha       | Hora      |           |           |           |           |           |           |
| Garzas UAEH            | 1 - 0     | Vikingos                                      | Revolución Mexicana                 | 27 de enero | 12:00     |           |           |           |           |           |           |
| Colibríes de Malinalco | 5 - 2     | Cuatetes de Acapulco                          | La Loma                             | 28 de enero | 15:00     |           |           |           |           |           |           |
| FC Satélites           | 1 - 2     | Deportivo Gladiadores                         | Primero de Mayo                     | 29 de enero | 12:00     |           |           |           |           |           |           |
| Grupo C                |           |                                               |                                     |             |           |           |           |           |           |           |           |
| Local                  | Resultado | Visitante                                     | Estadio                             | Fecha       | Hora      |           |           |           |           |           |           |
| Lobos Prepa            | 0 - 1     | Yalmakan                                      | Olímpico de la BUAP                 | 27 de enero | 10:00     |           |           |           |           |           |           |
| Coyotes "B"            | 0 - 0     | Patriotas de Córdoba                          | Unidad Deportiva Próspero Cahuantzi | 27 de enero | 17:00     |           |           |           |           |           |           |
| Valle Verde            | 1 - 3     | Cuautla                                       | Richard Ruiz                        | 28 de enero | 16:00     |           |           |           |           |           |           |

| Jornada 5                     | Jornada 5 | Jornada 5                                     | Jornada 5                      | Jornada 5    | Jornada 5 | Jornada 5 | Jornada 5 | Jornada 5 | Jornada 5 | Jornada 5 | Jornada 5 |
| Grupo A                       | Grupo A   | Grupo A                                       | Grupo A                        | Grupo A      | Grupo A   | Grupo A   | Grupo A   | Grupo A   | Grupo A   | Grupo A   | Grupo A   |
| Local                         | Resultado | Visitante                                     | Estadio                        | Fecha        | Hora      |           |           |           |           |           |           |
| ----------------------------- | --------- | --------------------------------------------- | ------------------------------ | ------------ | --------- | --------- | --------- | --------- | --------- | --------- | --------- |
| Dorados "B"                   | 0 - 0     | Sahuayo FC                                    | Banorte                        | 4 de febrero | 10:00     |           |           |           |           |           |           |
| Calor de San Pedro            | 2 - 0     | Atlético Lagunero                             | Unidad Deportiva Gómez Palacio | 4 de febrero | 15:00     |           |           |           |           |           |           |
| Alacranes Rojos de Apatzingán | 0 - 7     | Archivo:Correcaminos UAT.png Correcaminos "B" | Adolfo López Mateos            | 5 de febrero | 16:00     |           |           |           |           |           |           |
| Grupo B                       |           |                                               |                                |              |           |           |           |           |           |           |           |
| Local                         | Resultado | Visitante                                     | Estadio                        | Fecha        | Hora      |           |           |           |           |           |           |
| Vikingos                      | 1 - 1     | Celaya "B"                                    | Arreola                        | 4 de febrero | 15:00     |           |           |           |           |           |           |
| Colibríes de Malinalco        | 1 - 1     | FC Satélites                                  | La Loma                        | 4 de febrero | 15:00     |           |           |           |           |           |           |
| Deportivo Gladiadores         | 2 - 0     | Cuatetes de Acapulco                          | Los Pinos                      | 5 de febrero | 12:00     |           |           |           |           |           |           |
| Grupo C                       |           |                                               |                                |              |           |           |           |           |           |           |           |
| Local                         | Resultado | Visitante                                     | Estadio                        | Fecha        | Hora      |           |           |           |           |           |           |
| Valle Verde                   | 2 - 1     | Coyotes "B"                                   | Richard Ruiz                   | 4 de febrero | 16:00     |           |           |           |           |           |           |
| Patriotas de Córdoba          | 2 - 1     | Cuautla                                       | Universidad Cristóbal Colón    | 4 de febrero | 15:00     |           |           |           |           |           |           |
| Yalmakan                      | 1 - 0     | Deportivo Nuevo Chimalhuacán                  | Pescadores                     | 5 de febrero | 15:00     |           |           |           |           |           |           |

| Jornada 6                    | Jornada 6 | Jornada 6                     | Jornada 6                                 | Jornada 6     | Jornada 6 | Jornada 6 | Jornada 6 | Jornada 6 | Jornada 6 | Jornada 6 | Jornada 6 |
| Grupo A                      | Grupo A   | Grupo A                       | Grupo A                                   | Grupo A       | Grupo A   | Grupo A   | Grupo A   | Grupo A   | Grupo A   | Grupo A   | Grupo A   |
| Local                        | Resultado | Visitante                     | Estadio                                   | Fecha         | Hora      |           |           |           |           |           |           |
| ---------------------------- | --------- | ----------------------------- | ----------------------------------------- | ------------- | --------- | --------- | --------- | --------- | --------- | --------- | --------- |
| Atlético Lagunero            | 2 - 4     | Dorados "B"                   | Deportiva Raul Onofre                     | 11 de febrero | 16:00     |           |           |           |           |           |           |
| Deportivo San Juan           | 6 - 0     | Alacranes Rojos de Apatzingán | San Andrés                                | 11 de febrero | 15:30     |           |           |           |           |           |           |
| Sahuayo FC                   | 0 - 0     | Calor de San Pedro            | Unidad Deportiva Francisco García Vilchis | 11 de febrero | 17:00     |           |           |           |           |           |           |
| Grupo B                      |           |                               |                                           |               |           |           |           |           |           |           |           |
| Local                        | Resultado | Visitante                     | Estadio                                   | Fecha         | Hora      |           |           |           |           |           |           |
| Garzas UAEH                  | 0 - 3     | Colibríes de Malinalco        | Revolución Mexicana                       | 10 de febrero | 12:00     |           |           |           |           |           |           |
| Cuatetes de Acapulco         | 3 - 0     | Vikingos                      | Polideportivo CICI                        | 10 de febrero | 12:00     |           |           |           |           |           |           |
| Celaya "B"                   | 3 - 0     | Deportivo Gladiadores         | Miguel Alemán Valdés                      | 12 de febrero | 12:00     |           |           |           |           |           |           |
| Grupo C                      |           |                               |                                           |               |           |           |           |           |           |           |           |
| Local                        | Resultado | Visitante                     | Estadio                                   | Fecha         | Hora      |           |           |           |           |           |           |
| Lobos Prepa                  | 3 - 0     | Valle Verde                   | Olímpico de la BUAP                       | 10 de febrero | 10:00     |           |           |           |           |           |           |
| Deportivo Nuevo Chimalhuacán | 1 - 2     | Patriotas de Córdoba          | Tepalcates                                | 11 de febrero | 16:00     |           |           |           |           |           |           |
| Cuautla                      | 0 - 1     | Yalmakan                      | Isidro Gil Tapia                          | 11 de febrero | 16:00     |           |           |           |           |           |           |

| Jornada 7                                     | Jornada 7 | Jornada 7             | Jornada 7             | Jornada 7     | Jornada 7 | Jornada 7 | Jornada 7 | Jornada 7 | Jornada 7 | Jornada 7 | Jornada 7 |
| Grupo A                                       | Grupo A   | Grupo A               | Grupo A               | Grupo A       | Grupo A   | Grupo A   | Grupo A   | Grupo A   | Grupo A   | Grupo A   | Grupo A   |
| Local                                         | Resultado | Visitante             | Estadio               | Fecha         | Hora      |           |           |           |           |           |           |
| --------------------------------------------- | --------- | --------------------- | --------------------- | ------------- | --------- | --------- | --------- | --------- | --------- | --------- | --------- |
| Archivo:Correcaminos UAT.png Correcaminos "B" | 4 - 0     | Deportivo San Juan    | Eugenio Alvizo Porras | 18 de febrero | 10:00     |           |           |           |           |           |           |
| Dorados "B"                                   | 0 - 0     | Calor de San Pedro    | Banorte               | 18 de febrero | 10:00     |           |           |           |           |           |           |
| Atlético Lagunero                             | 1 - 1     | Sahuayo FC            | Deportiva Raul Onofre | 18 de febrero | 16:00     |           |           |           |           |           |           |
| Grupo B                                       |           |                       |                       |               |           |           |           |           |           |           |           |
| Local                                         | Resultado | Visitante             | Estadio               | Fecha         | Hora      |           |           |           |           |           |           |
| Vikingos                                      | 0 - 1     | Deportivo Gladiadores | Arreola               | 18 de febrero | 15:00     |           |           |           |           |           |           |
| Garzas UAEH                                   | 1 - 1     | FC Satélites          | Revolución Mexicana   | 17 de febrero | 12:00     |           |           |           |           |           |           |
| Celaya "B"                                    | 1 - 2     | Cuatetes de Acapulco  | Miguel Alemán Valdés  | 19 de febrero | 12:00     |           |           |           |           |           |           |
| Grupo C                                       |           |                       |                       |               |           |           |           |           |           |           |           |
| Local                                         | Resultado | Visitante             | Estadio               | Fecha         | Hora      |           |           |           |           |           |           |
| Lobos Prepa                                   | 2 - 2     | Coyotes "B"           | Olímpico de la BUAP   | 17 de febrero | 10:00     |           |           |           |           |           |           |
| Deportivo Nuevo Chimalhuacán                  | 1 - 2     | Cuautla               | Tepalcates            | 18 de febrero | 16:00     |           |           |           |           |           |           |
| Yalmakan                                      | 2 - 0     | Patriotas de Córdoba  | Pescadores            | 19 de febrero | 15:00     |           |           |           |           |           |           |

| Jornada 8              | Jornada 8 | Jornada 8                                     | Jornada 8                                 | Jornada 8     | Jornada 8 | Jornada 8 | Jornada 8 | Jornada 8 | Jornada 8 | Jornada 8 | Jornada 8 |
| Grupo A                | Grupo A   | Grupo A                                       | Grupo A                                   | Grupo A       | Grupo A   | Grupo A   | Grupo A   | Grupo A   | Grupo A   | Grupo A   | Grupo A   |
| Local                  | Resultado | Visitante                                     | Estadio                                   | Fecha         | Hora      |           |           |           |           |           |           |
| ---------------------- | --------- | --------------------------------------------- | ----------------------------------------- | ------------- | --------- | --------- | --------- | --------- | --------- | --------- | --------- |
| Dorados "B"            | 10 - 0    | Alacranes Rojos de Apatzingán                 | Banorte                                   | 25 de febrero | 10:00     |           |           |           |           |           |           |
| Atlético Lagunero      | 3 - 2     | Archivo:Correcaminos UAT.png Correcaminos "B" | Deportiva Raul Onofre                     | 25 de febrero | 16:00     |           |           |           |           |           |           |
| Sahuayo FC             | 2 - 1     | Deportivo San Juan                            | Unidad Deportiva Francisco García Vilchis | 25 de febrero | 17:00     |           |           |           |           |           |           |
| Grupo B                |           |                                               |                                           |               |           |           |           |           |           |           |           |
| Local                  | Resultado | Visitante                                     | Estadio                                   | Fecha         | Hora      |           |           |           |           |           |           |
| Garzas UAEH            | 4 - 2     | Celaya "B"                                    | Revolución Mexicana                       | 24 de febrero | 12:00     |           |           |           |           |           |           |
| Colibríes de Malinalco | 1 - 0     | Vikingos                                      | La Loma                                   | 25 de febrero | 15:00     |           |           |           |           |           |           |
| FC Satélites           | 1 - 4     | Cuatetes de Acapulco                          | Primero de Mayo                           | 26 de febrero | 12:00     |           |           |           |           |           |           |
| Grupo C                |           |                                               |                                           |               |           |           |           |           |           |           |           |
| Local                  | Resultado | Visitante                                     | Estadio                                   | Fecha         | Hora      |           |           |           |           |           |           |
| Lobos Prepa            | 5 - 0     | Deportivo Nuevo Chimalhuacán                  | Olímpico de la BUAP                       | 24 de febrero | 10:00     |           |           |           |           |           |           |
| Coyotes "B"            | 1 - 0     | Cuautla                                       | Unidad Deportiva Próspero Cahuantzi       | 24 de febrero | 17:00     |           |           |           |           |           |           |
| Valle Verde            | 1 - 1     | Yalmakan                                      | Richard Ruiz                              | 25 de febrero | 16:00     |           |           |           |           |           |           |

| Jornada 9                                     | Jornada 9 | Jornada 9              | Jornada 9                           | Jornada 9  | Jornada 9 | Jornada 9 | Jornada 9 | Jornada 9 | Jornada 9 | Jornada 9 | Jornada 9 |
| Grupo A                                       | Grupo A   | Grupo A                | Grupo A                             | Grupo A    | Grupo A   | Grupo A   | Grupo A   | Grupo A   | Grupo A   | Grupo A   | Grupo A   |
| Local                                         | Resultado | Visitante              | Estadio                             | Fecha      | Hora      |           |           |           |           |           |           |
| --------------------------------------------- | --------- | ---------------------- | ----------------------------------- | ---------- | --------- | --------- | --------- | --------- | --------- | --------- | --------- |
| Archivo:Correcaminos UAT.png Correcaminos "B" | 0 - 1     | Dorados "B"            | Universitario Eugenio Alvizo Porras | 4 de marzo | 10:00     |           |           |           |           |           |           |
| Deportivo San Juan                            | 1 - 2     | Calor de San Pedro     | San Andrés                          | 4 de marzo | 15:30     |           |           |           |           |           |           |
| Alacranes Rojos de Apatzingán                 | 1 - 4     | Sahuayo FC             | Venustiano Carranza                 | 5 de marzo | 16:00     |           |           |           |           |           |           |
| Grupo B                                       |           |                        |                                     |            |           |           |           |           |           |           |           |
| Local                                         | Resultado | Visitante              | Estadio                             | Fecha      | Hora      |           |           |           |           |           |           |
| Vikingos                                      | 2 - 2     | FC Satélites           | Arreola                             | 4 de marzo | 15:00     |           |           |           |           |           |           |
| Celaya "B"                                    | 2 - 3     | Colibríes de Malinalco | Miguel Alemán Valdés                | 5 de marzo | 12:00     |           |           |           |           |           |           |
| Deportivo Gladiadores                         | 0 - 0     | Garzas UAEH            | Los Pinos                           | 5 de marzo | 12:00     |           |           |           |           |           |           |
| Grupo C                                       |           |                        |                                     |            |           |           |           |           |           |           |           |
| Local                                         | Resultado | Visitante              | Estadio                             | Fecha      | Hora      |           |           |           |           |           |           |
| Deportivo Nuevo Chimalhuacán                  | 0 - 0     | Valle Verde            | Tepalcates                          | 4 de marzo | 16:00     |           |           |           |           |           |           |
| Patriotas de Córdoba                          | 1 - 1     | Lobos Prepa            | Universidad Cristóbal Colón         | 4 de marzo | 15:00     |           |           |           |           |           |           |
| Yalmakan                                      | 3 - 0     | Coyotes "B"            | Pescadores                          | 5 de marzo | 15:00     |           |           |           |           |           |           |

| Jornada 10             | Jornada 10 | Jornada 10                                    | Jornada 10                                | Jornada 10  | Jornada 10 | Jornada 10 | Jornada 10 | Jornada 10 | Jornada 10 | Jornada 10 | Jornada 10 |
| Grupo A                | Grupo A    | Grupo A                                       | Grupo A                                   | Grupo A     | Grupo A    | Grupo A    | Grupo A    | Grupo A    | Grupo A    | Grupo A    | Grupo A    |
| Local                  | Resultado  | Visitante                                     | Estadio                                   | Fecha       | Hora       |            |            |            |            |            |            |
| ---------------------- | ---------- | --------------------------------------------- | ----------------------------------------- | ----------- | ---------- | ---------- | ---------- | ---------- | ---------- | ---------- | ---------- |
| Atlético Lagunero      | 4 - 4      | Deportivo San Juan                            | Deportiva Raul Onofre                     | 11 de marzo | 16:00      |            |            |            |            |            |            |
| Calor de San Pedro     | 4 - 0      | Alacranes Rojos de Apatzingán                 | Unidad Deportiva Gómez Palacio            | 11 de marzo | 15:00      |            |            |            |            |            |            |
| Sahuayo FC             | 0 - 0      | Archivo:Correcaminos UAT.png Correcaminos "B" | Unidad Deportiva Francisco García Vilchis | 11 de marzo | 17:00      |            |            |            |            |            |            |
| Grupo B                |            |                                               |                                           |             |            |            |            |            |            |            |            |
| Local                  | Resultado  | Visitante                                     | Estadio                                   | Fecha       | Hora       |            |            |            |            |            |            |
| Garzas UAEH            | 5 - 2      | Cuatetes de Acapulco                          | Revolución Mexicana                       | 10 de marzo | 12:00      |            |            |            |            |            |            |
| Colibríes de Malinalco | 4 - 0      | Deportivo Gladiadores                         | La Loma                                   | 10 de marzo | 12:00      |            |            |            |            |            |            |
| FC Satélites           | 0 - 4      | Celaya "B"                                    | Primero de Mayo                           | 12 de marzo | 12:00      |            |            |            |            |            |            |
| Grupo C                |            |                                               |                                           |             |            |            |            |            |            |            |            |
| Local                  | Resultado  | Visitante                                     | Estadio                                   | Fecha       | Hora       |            |            |            |            |            |            |
| Lobos Prepa            | 0 - 1      | Cuautla                                       | Olímpico de la BUAP                       | 10 de marzo | 10:00      |            |            |            |            |            |            |
| Coyotes "B"            | 1 - 1      | Deportivo Nuevo Chimalhuacán                  | Unidad Deportiva Próspero Cahuantzi       | 10 de marzo | 17:00      |            |            |            |            |            |            |
| Valle Verde            | 1 - 1      | Patriotas de Córdoba                          | Richard Ruiz                              | 11 de marzo | 16:00      |            |            |            |            |            |            |

| Jornada 11                                    | Jornada 11 | Jornada 11             | Jornada 11                          | Jornada 11  | Jornada 11 | Jornada 11 | Jornada 11 | Jornada 11 | Jornada 11 | Jornada 11 | Jornada 11 |
| Grupo A                                       | Grupo A    | Grupo A                | Grupo A                             | Grupo A     | Grupo A    | Grupo A    | Grupo A    | Grupo A    | Grupo A    | Grupo A    | Grupo A    |
| Local                                         | Resultado  | Visitante              | Estadio                             | Fecha       | Hora       |            |            |            |            |            |            |
| --------------------------------------------- | ---------- | ---------------------- | ----------------------------------- | ----------- | ---------- | ---------- | ---------- | ---------- | ---------- | ---------- | ---------- |
| Archivo:Correcaminos UAT.png Correcaminos "B" | 0 - 1      | Calor de San Pedro     | Universitario Eugenio Alvizo Porras | 18 de marzo | 10:00      |            |            |            |            |            |            |
| Deportivo San Juan                            | 2 - 2      | Dorados "B"            | San Andrés                          | 18 de marzo | 15:30      |            |            |            |            |            |            |
| Alacranes Rojos de Apatzingán                 | 2 - 6      | Atlético Lagunero      | Venustiano Carranza                 | 19 de marzo | 16:00      |            |            |            |            |            |            |
| Grupo B                                       |            |                        |                                     |             |            |            |            |            |            |            |            |
| Local                                         | Resultado  | Visitante              | Estadio                             | Fecha       | Hora       |            |            |            |            |            |            |
| Cuatetes de Acapulco                          | 2 - 3      | Colibríes de Malinalco | Polideportivo CICI                  | 17 de marzo | 12:00      |            |            |            |            |            |            |
| Vikingos                                      | 1 - 3      | Garzas UAEH            | Arreola                             | 18 de marzo | 15:00      |            |            |            |            |            |            |
| Deportivo Gladiadores                         | 1 - 0      | FC Satélites           | Los Pinos                           | 19 de marzo | 12:00      |            |            |            |            |            |            |
| Grupo C                                       |            |                        |                                     |             |            |            |            |            |            |            |            |
| Local                                         | Resultado  | Visitante              | Estadio                             | Fecha       | Hora       |            |            |            |            |            |            |
| Patriotas de Córdoba                          | 3 - 2      | Coyotes "B"            | Universidad Cristóbal Colón         | 18 de marzo | 15:00      |            |            |            |            |            |            |
| Yalmakan                                      | 3 - 1      | Lobos Prepa            | Pescadores                          | 19 de marzo | 15:00      |            |            |            |            |            |            |
| Cuautla                                       | 2 - 0      | Valle Verde            | Richard Ruiz                        | 19 de marzo | 16:00      |            |            |            |            |            |            |

| Jornada 12                                    | Jornada 12 | Jornada 12                    | Jornada 12                                | Jornada 12  | Jornada 12 | Jornada 12 | Jornada 12 | Jornada 12 | Jornada 12 | Jornada 12 | Jornada 12 |
| Grupo A                                       | Grupo A    | Grupo A                       | Grupo A                                   | Grupo A     | Grupo A    | Grupo A    | Grupo A    | Grupo A    | Grupo A    | Grupo A    | Grupo A    |
| Local                                         | Resultado  | Visitante                     | Estadio                                   | Fecha       | Hora       |            |            |            |            |            |            |
| --------------------------------------------- | ---------- | ----------------------------- | ----------------------------------------- | ----------- | ---------- | ---------- | ---------- | ---------- | ---------- | ---------- | ---------- |
| Archivo:Correcaminos UAT.png Correcaminos "B" | 7 - 0      | Alacranes Rojos de Apatzingán | Universitario Eugenio Alvizo Porras       | 25 de marzo | 10:00      |            |            |            |            |            |            |
| Atlético Lagunero                             | 0 - 3      | Calor de San Pedro            | Deportiva Raul Onofre                     | 25 de marzo | 16:00      |            |            |            |            |            |            |
| Sahuayo FC                                    | 1 - 3      | Dorados "B"                   | Unidad Deportiva Francisco García Vilchis | 25 de marzo | 17:00      |            |            |            |            |            |            |
| Grupo B                                       |            |                               |                                           |             |            |            |            |            |            |            |            |
| Local                                         | Resultado  | Visitante                     | Estadio                                   | Fecha       | Hora       |            |            |            |            |            |            |
| Cuatetes de Acapulco                          | 2 - 0      | Deportivo Gladiadores         | Polideportivo CICI                        | 24 de marzo | 12:00      |            |            |            |            |            |            |
| FC Satélites                                  | 3 - 3      | Colibríes de Malinalco        | Primero de Mayo                           | 26 de marzo | 12:00      |            |            |            |            |            |            |
| Celaya "B"                                    | 3 - 0      | Vikingos                      | Miguel Alemán Valdés                      | 26 de marzo | 12:00      |            |            |            |            |            |            |
| Grupo C                                       |            |                               |                                           |             |            |            |            |            |            |            |            |
| Local                                         | Resultado  | Visitante                     | Estadio                                   | Fecha       | Hora       |            |            |            |            |            |            |
| Coyotes "B"                                   | 0 - 1      | Valle Verde                   | Unidad Deportiva Próspero Cahuantzi       | 24 de marzo | 17:00      |            |            |            |            |            |            |
| Deportivo Nuevo Chimalhuacán                  | 0 - 1      | Yalmakan                      | Tepalcates                                | 25 de marzo | 16:00      |            |            |            |            |            |            |
| Cuautla                                       | 0 - 0      | Patriotas de Córdoba          | Isidro Gil Tapia                          | 25 de marzo | 16:00      |            |            |            |            |            |            |

| Jornada 13                    | Jornada 13 | Jornada 13                   | Jornada 13                     | Jornada 13  | Jornada 13 | Jornada 13 | Jornada 13 | Jornada 13 | Jornada 13 | Jornada 13 | Jornada 13 |
| Grupo A                       | Grupo A    | Grupo A                      | Grupo A                        | Grupo A     | Grupo A    | Grupo A    | Grupo A    | Grupo A    | Grupo A    | Grupo A    | Grupo A    |
| Local                         | Resultado  | Visitante                    | Estadio                        | Fecha       | Hora       |            |            |            |            |            |            |
| ----------------------------- | ---------- | ---------------------------- | ------------------------------ | ----------- | ---------- | ---------- | ---------- | ---------- | ---------- | ---------- | ---------- |
| Dorados "B"                   | 9 - 1      | Atlético Lagunero            | Banorte                        | 1 de abril  | 10:00      |            |            |            |            |            |            |
| Calor de San Pedro            | 5 - 2      | Sahuayo FC                   | Unidad Deportiva Gómez Palacio | 1 de abril  | 15:00      |            |            |            |            |            |            |
| Alacranes Rojos de Apatzingán | 0 - 3      | Deportivo San Juan           | Adolfo López Mateos            | 2 de abril  | 16:00      |            |            |            |            |            |            |
| Grupo B                       |            |                              |                                |             |            |            |            |            |            |            |            |
| Local                         | Resultado  | Visitante                    | Estadio                        | Fecha       | Hora       |            |            |            |            |            |            |
| Colibríes de Malinalco        | 1 - 2      | Garzas UAEH                  | La Loma                        | 31 de marzo | 12:00      |            |            |            |            |            |            |
| Vikingos                      | 0 - 1      | Cuatetes de Acapulco         | Arreola                        | 1 de abril  | 12:00      |            |            |            |            |            |            |
| Deportivo Gladiadores         | 1 - 2      | Celaya "B"                   | Los Pinos                      | 2 de abril  | 12:00      |            |            |            |            |            |            |
| Grupo C                       |            |                              |                                |             |            |            |            |            |            |            |            |
| Local                         | Resultado  | Visitante                    | Estadio                        | Fecha       | Hora       |            |            |            |            |            |            |
| Patriotas de Córdoba          | 2 - 1      | Deportivo Nuevo Chimalhuacán | Universidad Cristóbal Colón    | 1 de abril  | 15:00      |            |            |            |            |            |            |
| Valle Verde                   | 2 - 2      | Lobos Prepa                  | Richard Ruiz                   | 1 de abril  | 16:00      |            |            |            |            |            |            |
| Yalmakan                      | 1 - 0      | Cuautla                      | Pescadores                     | 2 de abril  | 15:00      |            |            |            |            |            |            |

| Jornada 14            | Jornada 14 | Jornada 14                                    | Jornada 14                                | Jornada 14 | Jornada 14 | Jornada 14 | Jornada 14 | Jornada 14 | Jornada 14 | Jornada 14 | Jornada 14 |
| Grupo A               | Grupo A    | Grupo A                                       | Grupo A                                   | Grupo A    | Grupo A    | Grupo A    | Grupo A    | Grupo A    | Grupo A    | Grupo A    |            |
| Local                 | Resultado  | Visitante                                     | Estadio                                   | Fecha      | Hora       |            |            |            |            |            |            |
| --------------------- | ---------- | --------------------------------------------- | ----------------------------------------- | ---------- | ---------- | ---------- | ---------- | ---------- | ---------- | ---------- | ---------- |
| Deportivo San Juan    | 2 - 4      | Archivo:Correcaminos UAT.png Correcaminos "B" | San Andrés                                | 8 de abril | 16:00      |            |            |            |            |            |            |
| Calor de San Pedro    | 1- 1       | Dorados "B"                                   | Unidad Deportiva Gómez Palacio            | 8 de abril | 16:00      |            |            |            |            |            |            |
| Sahuayo FC            | 2 - 1      | Atlético Lagunero                             | Unidad Deportiva Francisco García Vilchis | 8 de abril | 17:00      |            |            |            |            |            |            |
| Grupo B               |            |                                               |                                           |            |            |            |            |            |            |            |            |
| Local                 | Resultado  | Visitante                                     | Estadio                                   | Fecha      | Hora       |            |            |            |            |            |            |
| Cuatetes de Acapulco  | 1 - 4      | Celaya "B"                                    | Polideportivo CICI                        | 7 de abril | 12:00      |            |            |            |            |            |            |
| Deportivo Gladiadores | 3 - 2      | Vikingos                                      | Los Pinos                                 | 9 de abril | 12:00      |            |            |            |            |            |            |
| FC Satélites          | 2 - 3      | Garzas UAEH                                   | Primero de mayo                           | 9 de abril | 12:00      |            |            |            |            |            |            |
| Grupo C               |            |                                               |                                           |            |            |            |            |            |            |            |            |
| Local                 | Resultado  | Visitante                                     | Estadio                                   | Fecha      | Hora       |            |            |            |            |            |            |
| Coyotes "B"           | 0 - 1      | Lobos Prepa                                   | Unidad Deportiva Próspero Cahuantzi       | 7 de abril | 17:00      |            |            |            |            |            |            |
| Patriotas de Córdoba  | 0 - 0      | Yalmakan                                      | Universidad Cristóbal Colón               | 8 de abril | 16:00      |            |            |            |            |            |            |
| Cuautla               | 3 - 1      | Deportivo Nuevo Chimalhuacán                  | Estadio Isidro Gil Tapia                  | 8 de abril | 16:00      |            |            |            |            |            |            |

## Estadísticas

### Grupo 1
| Pos. | Equipo                        | Pts. | PJ | G | E | P  | GF | GC | Dif. | Clasificación         |
| ---- | ----------------------------- | ---- | -- | - | - | -- | -- | -- | ---- | --------------------- |
| 1    | Dorados "B"                   | 30   | 12 | 7 | 5 | 0  | 45 | 28 | +17  | Liguilla de ascenso   |
| 2    | Club Calor                    | 28   | 12 | 8 | 3 | 1  | 27 | 10 | +17  | Liguilla de ascenso   |
| 3    | Correcaminos "B"              | 24   | 12 | 7 | 1 | 4  | 34 | 13 | +21  | Liguilla de ascenso   |
| 4    | Sahuayo F.C.                  | 17   | 12 | 4 | 4 | 4  | 19 | 14 | +5   |                       |
| 5    | Deportivo San Juan            | 14   | 12 | 3 | 4 | 5  | 22 | 23 | −1   |                       |
| 6    | Atlético Lagunero             | 14   | 12 | 3 | 3 | 6  | 27 | 36 | −9   |                       |
| 7    | Alacranes Rojos de Apatzingán | 0    | 12 | 0 | 0 | 12 | 6  | 76 | −70  | Descenso de Categoría |

 Fuente: SoccerWay

### Grupo 2
| Pos. | Equipo                 | Pts. | PJ | G | E | P | GF | GC | Dif. | Clasificación       |
| ---- | ---------------------- | ---- | -- | - | - | - | -- | -- | ---- | ------------------- |
| 1    | Garzas UAEH            | 23   | 12 | 6 | 4 | 2 | 21 | 17 | +4   | Liguilla de ascenso |
| 2    | Celaya "B"             | 22   | 12 | 6 | 2 | 4 | 29 | 17 | +12  | Liguilla de ascenso |
| 3    | Colibríes de Malinalco | 21   | 12 | 5 | 5 | 2 | 25 | 15 | +10  |                     |
| 4    | Cuatetes de Acapulco   | 18   | 12 | 5 | 2 | 5 | 19 | 21 | −2   |                     |
| 5    | Deportivo Gladiadores  | 18   | 12 | 5 | 3 | 4 | 11 | 15 | −4   |                     |
| 6    | F.C. Satélites         | 11   | 12 | 2 | 5 | 5 | 17 | 25 | −8   |                     |
| 7    | Vikingos de Chalco     | 7    | 12 | 1 | 3 | 8 | 10 | 22 | −12  |                     |

 Fuente: SoccerWay

### Grupo 3
| Pos. | Equipo                       | Pts. | PJ | G  | E | P  | GF | GC | Dif. | Clasificación       |
| ---- | ---------------------------- | ---- | -- | -- | - | -- | -- | -- | ---- | ------------------- |
| 1    | Yalmakan                     | 33   | 12 | 10 | 2 | 0  | 21 | 13 | +8   | Liguilla de ascenso |
| 2    | Cuautla                      | 24   | 12 | 7  | 2 | 3  | 17 | 8  | +9   | Liguilla de ascenso |
| 3    | Lobos Prepa                  | 22   | 12 | 5  | 4 | 3  | 23 | 11 | +12  |                     |
| 4    | Patriotas de Córdoba         | 17   | 12 | 4  | 5 | 3  | 10 | 12 | −2   |                     |
| 5    | Valle Verde                  | 13   | 12 | 3  | 4 | 5  | 15 | 21 | −6   |                     |
| 6    | Coyotes "B"                  | 10   | 12 | 2  | 3 | 7  | 10 | 20 | −10  |                     |
| 7    | Deportivo Nuevo Chimalhuacán | 2    | 12 | 0  | 2 | 10 | 8  | 29 | −21  |                     |

 Fuente: SoccerWay

### Tabla general
| Pos. | Equipo                        | Pts. | PJ | G  | E | P  | GF | GC | Dif. | Clasificación         |
| ---- | ----------------------------- | ---- | -- | -- | - | -- | -- | -- | ---- | --------------------- |
| 1    | Yalmakan                      | 33   | 12 | 10 | 2 | 0  | 21 | 13 | +8   | Liguilla de ascenso   |
| 2    | Dorados "B"                   | 30   | 12 | 7  | 5 | 0  | 45 | 28 | +17  | Liguilla de ascenso   |
| 3    | Club Calor                    | 28   | 12 | 8  | 3 | 1  | 27 | 10 | +17  | Liguilla de ascenso   |
| 4    | Correcaminos "B"              | 24   | 12 | 7  | 1 | 4  | 34 | 13 | +21  | Liguilla de ascenso   |
| 5    | Cuautla                       | 24   | 12 | 7  | 2 | 3  | 17 | 8  | +9   | Liguilla de ascenso   |
| 6    | Garzas UAEH                   | 23   | 12 | 6  | 4 | 2  | 21 | 17 | +4   | Liguilla de ascenso   |
| 7    | Celaya "B"                    | 22   | 12 | 6  | 2 | 4  | 29 | 17 | +12  | Liguilla de ascenso   |
| 8    | Lobos Prepa                   | 22   | 12 | 5  | 4 | 3  | 23 | 11 | +12  | Liguilla de ascenso   |
| 9    | Colibríes de Malinalco        | 21   | 12 | 5  | 5 | 2  | 25 | 15 | +10  |                       |
| 10   | Cuatetes de Acapulco          | 18   | 12 | 5  | 2 | 5  | 19 | 21 | −2   |                       |
| 11   | Deportivo Gladiadores         | 18   | 12 | 5  | 3 | 4  | 11 | 15 | −4   |                       |
| 12   | Sahuayo F.C.                  | 17   | 12 | 4  | 4 | 4  | 19 | 14 | +5   |                       |
| 13   | Patriotas de Córdoba          | 17   | 12 | 4  | 5 | 3  | 10 | 12 | −2   |                       |
| 14   | Deportivo San Juan            | 14   | 12 | 3  | 4 | 5  | 22 | 23 | −1   |                       |
| 15   | Atlético Lagunero             | 14   | 12 | 3  | 3 | 6  | 27 | 36 | −9   |                       |
| 16   | Valle Verde                   | 13   | 12 | 3  | 4 | 5  | 15 | 21 | −6   |                       |
| 17   | F.C. Satélites                | 11   | 12 | 2  | 5 | 5  | 17 | 25 | −8   |                       |
| 18   | Coyotes "B"                   | 10   | 12 | 2  | 3 | 7  | 10 | 20 | −10  |                       |
| 19   | Vikingos de Chalco            | 7    | 12 | 1  | 3 | 8  | 10 | 22 | −12  |                       |
| 20   | Deportivo Nuevo Chimalhuacán  | 2    | 12 | 0  | 2 | 10 | 8  | 29 | −21  |                       |
| 21   | Alacranes Rojos de Apatzingán | 0    | 12 | 0  | 0 | 12 | 6  | 76 | −70  | Descenso de Categoría |

 Fuente: SoccerWay

## Descenso
| Posición | Equipo             | Puntos | Juegos | Cociente |
| -------- | ------------------ | ------ | ------ | -------- |
| 1        | Dorados "B"        | 55     | 24     | 2.292    |
| 2        | Calor San Pedro    | 54     | 24     | 2.250    |
| 3        | Yalmakan F.C.      | 53     | 24     | 2.208    |
| 4        | Correcaminos "B"   | 51     | 24     | 2.125    |
| 5        | Celaya "B"         | 51     | 24     | 2.125    |
| 6        | Colibríes          | 47     | 24     | 1.958    |
| 7        | Lobos "B"          | 46     | 24     | 1.917    |
| 8        | C.D. Cuautla       | 44     | 24     | 1.833    |
| 9        | Sahuayo F.C.       | 44     | 24     | 1.833    |
| 10       | Gladiadores        | 40     | 24     | 1.667    |
| 11       | Garzas U.A.H.      | 39     | 24     | 1.625    |
| 12       | Valle Verde        | 37     | 24     | 1.542    |
| 13       | Patriotas          | 36     | 24     | 1.500    |
| 14       | Cuatetes           | 36     | 24     | 1.500    |
| 15       | F.C. Satélites     | 28     | 24     | 1.167    |
| 16       | Atlético Lagunero  | 28     | 24     | 1.167    |
| 17       | Coyotes "B"        | 21     | 24     | 0.875    |
| 18       | Deportivo San Juan | 19     | 24     | 0.792    |
| 19       | Chimalhuacán       | 7      | 24     | 0.292    |
| 20       | Vikingos Chalco    | 7      | 24     | 0.292    |
| 21       | A.R. Apatzingán    | 7      | 24     | 0.292    |

     Desciendió a la Tercera División.

## Liguilla
|  | Cuartos de final                                 | Cuartos de final                                 | Cuartos de final                                 |   |          | Semifinales                            | Semifinales                            | Semifinales                            |  |  | Final                              | Final                              | Final                              |
|  | 15 y 16 de abril (ida) 22 y 23 de abril (vuelta) | 15 y 16 de abril (ida) 22 y 23 de abril (vuelta) | 15 y 16 de abril (ida) 22 y 23 de abril (vuelta) |   |          | 27 de abril (ida) 30 de abril (vuelta) | 27 de abril (ida) 30 de abril (vuelta) | 27 de abril (ida) 30 de abril (vuelta) |  |  | 4 de mayo (ida) 7 de mayo (vuelta) | 4 de mayo (ida) 7 de mayo (vuelta) | 4 de mayo (ida) 7 de mayo (vuelta) |
|  |                                                  |                                                  |                                                  |   |          |                                        |                                        |                                        |  |  |                                    |                                    |                                    |
|  | Yalmakan                                         | 0                                                | 3                                                |   |          |                                        |                                        |                                        |  |  |                                    |                                    |                                    |
|  | Lobos Prepa                                      | 1                                                | 0                                                |   |          |                                        |                                        |                                        |  |  |                                    |                                    |                                    |
|  | Lobos Prepa                                      | 1                                                | 0                                                |   | Yalmakan | 0                                      | 2                                      |                                        |  |  |                                    |                                    |                                    |
|  |                                                  |                                                  |                                                  |   | Yalmakan | 0                                      | 2                                      |                                        |  |  |                                    |                                    |                                    |
|  |                                                  | Celaya                                           | 0                                                | 1 |          |                                        |                                        |                                        |  |  |                                    |                                    |                                    |
|  | Dorados                                          | Celaya                                           | 0                                                | 1 | 1        | 4                                      |                                        |                                        |  |  |                                    |                                    |                                    |
|  | Dorados                                          |                                                  |                                                  |   | 1        | 4                                      |                                        |                                        |  |  |                                    |                                    |                                    |
|  | Celaya                                           | 2                                                | 3                                                |   |          |                                        |                                        |                                        |  |  |                                    |                                    |                                    |
|  |                                                  |                                                  |                                                  |   |          |                                        |                                        |                                        |  |  | Yalmakan                           | 0                                  | 1                                  |
|  |                                                  |                                                  | Calor                                            | 0 | 0        |                                        |                                        |                                        |  |  |                                    |                                    |                                    |
|  | Calor                                            | 0                                                | 4                                                |   |          |                                        |                                        |                                        |  |  |                                    |                                    |                                    |
|  | U.A de Hidalgo                                   | 0                                                | 2                                                |   |          |                                        |                                        |                                        |  |  |                                    |                                    |                                    |
|  | U.A de Hidalgo                                   | 0                                                | 2                                                |   | Calor    | 1                                      | 1                                      |                                        |  |  |                                    |                                    |                                    |
|  |                                                  |                                                  |                                                  |   | Calor    | 1                                      | 1                                      |                                        |  |  |                                    |                                    |                                    |
|  |                                                  | Cuautla                                          | 1                                                | 1 |          |                                        |                                        |                                        |  |  |                                    |                                    |                                    |
|  | U. A. de Tamaulipas                              | Cuautla                                          | 1                                                | 1 | 0        | 2                                      |                                        |                                        |  |  |                                    |                                    |                                    |
|  | U. A. de Tamaulipas                              |                                                  |                                                  |   | 0        | 2                                      |                                        |                                        |  |  |                                    |                                    |                                    |
|  | Cuautla                                          | 2                                                | 1                                                |   |          |                                        |                                        |                                        |  |  |                                    |                                    |                                    |

- Campeón clasifica a la Final de Ascenso

| Campeón Clausura 2017 |
| --------------------- |
|                       |
| Yalmakan              |
| 1° Título             |

### Cuartos de final
| 16 de abril, 11:00 | Lobos Prepa    | 1:0 (0:0) | Yalmakan | Estadio Universitario BUAP, Puebla, Puebla                          |                                                                     |
|                    | E. Zamudio 81' | Reporte   |          | Asistencia: 700 espectadores Árbitro(s): Miguel Ángel Moreno Zamora | Asistencia: 700 espectadores Árbitro(s): Miguel Ángel Moreno Zamora |

| 23 de abril, 16:00                                        | Yalmakan                             | 3:0 (1:0) | Lobos Prepa | Unidad Deportiva Pescadores, Puerto Morelos, Quintana Roo            |                                                                      |
|                                                           | M. Guzmán 19', 81' · I. Estrella 80' | Reporte   |             | Asistencia: 2 000 espectadores Árbitro(s): Edgar Iván Arenas Peralta | Asistencia: 2 000 espectadores Árbitro(s): Edgar Iván Arenas Peralta |
| Con marcador global de 3–1, Yalmakan avanza a semifinales |                                      |           |             |                                                                      |                                                                      |

| 16 de abril, 12:00 | Celaya               | 2:1 (1:0) | Dorados        | Estadio Miguel Alemán Valdés, Celaya, Guanajuato                |                                                                 |
|                    | O. González 13', 82' | Reporte   | J. Coronel 78' | Asistencia: 1 000 espectadores Árbitro(s): Edgardo Espejo Tello | Asistencia: 1 000 espectadores Árbitro(s): Edgardo Espejo Tello |

| 22 de abril, 10:00                                                                                        | Dorados                                                            | 4:3 (1:1) | Celaya                                          | Cancha 3 Instalaciones Sagarpa, Culiacán, Sinaloa                       |                                                                         |
| | J. Mendivil 33' · C. Sánchez 76' · P. Salazar 88' · J. Coronel 89' | Reporte   | E. Vázquez 18' · O. González 64' · S. Dueña 85' | Asistencia: 100 espectadores Árbitro(s): Miguel Ángel González Alvarado | Asistencia: 100 espectadores Árbitro(s): Miguel Ángel González Alvarado |
| Pese a empatar 5–5 en el marcador global, Celaya avanza a semifinales por la regla de goles de visitante. |                                                                    |           |                                                 |                                                                         |                                                                         |

| 16 de abril, 16:00 | U.A de Hidalgo | 0:0 (0:0) | Calor | Estadio Revolución Mexicana, Pachuca, Hidalgo                  |                                                                |
|                    |                | Reporte   |       | Asistencia: 500 espectadores Árbitro(s): Martín Navarro Ortega | Asistencia: 500 espectadores Árbitro(s): Martín Navarro Ortega |

| 22 de abril, 16:00                                     | Calor                                             | 4:2 (2:0) | U.A de Hidalgo                   | Unidad Deportiva Gómez Palacio, Gómez Palacio, Durango                   |                                                                          |
|                                                        | B. Rosas 7', 54' · J. García 17' · O. Salazar 65' | Reporte   | L. Hernández 58' · N. Urbano 60' | Asistencia: 120 espectadores Árbitro(s): Eduardo Alberto Vázquez Aguilar | Asistencia: 120 espectadores Árbitro(s): Eduardo Alberto Vázquez Aguilar |
| Con marcador global de 4–2, Calor avanza a semifinales |                                                   |           |                                  |                                                                          |                                                                          |

| 15 de abril, 16:00 | Cuautla                        | 2:0 (0:0) | U. A. de Tamaulipas | Estadio Isidro Gil Tapia, Cuautla, Cuautla                           |                                                                      |
|                    | M. González 62' · J. Pérez 68' | Reporte   |                     | Asistencia: 2 500 espectadores Árbitro(s): Arturo Alcántara González | Asistencia: 2 500 espectadores Árbitro(s): Arturo Alcántara González |

| 22 de abril, 19:00                                       | U. A. de Tamaulipas | 2:1 (0:0) | Cuautla         | Estadio Marte R. Gómez, Ciudad Victoria, Tamaulipas                     |                                                                         |
|                                                          | E. Juárez 78', 82'  | Reporte   | M. González 87' | Asistencia: 250 espectadores Árbitro(s): Luis Roberto Martínez Martínez | Asistencia: 250 espectadores Árbitro(s): Luis Roberto Martínez Martínez |
| Con marcador global de 2–3, Cuautla avanza a semifinales |                     |           |                 |                                                                         |                                                                         |

### Semifinales
| 27 de abril, 17:00 | Celaya | 0:0 (0:0) | Yalmakan | Estadio Miguel Alemán Valdés, Celaya, Guanajuato                            |                                                                             |
|                    |        | Reporte   |          | Asistencia: 1 500 espectadores Árbitro(s): Víctor Alfonso Cáceres Hernández | Asistencia: 1 500 espectadores Árbitro(s): Víctor Alfonso Cáceres Hernández |

| 30 de abril, 16:00                                     | Yalmakan                       | 2:1 (1:0) | Celaya          | Unidad Deportiva Pescadores, Puerto Morelos, Quintana Roo              |                                                                        |
|                                                        | M. Guzmán 21' · C. Navarro 84' | Reporte   | O. González 76' | Asistencia: 600 espectadores Árbitro(s): Rodolfo Jair Villanueva Pérez | Asistencia: 600 espectadores Árbitro(s): Rodolfo Jair Villanueva Pérez |
| Con marcador global de 2–1, Yalmakan avanza a la final |                                |           |                 |                                                                        |                                                                        |

| 27 de abril, 16:30 | Cuautla         | 1:1 (0:0) | Calor         | Estadio Isidro Gil Tapia, Cuautla, Morelos                       |                                                                  |
|                    | M. González 53' | Reporte   | J. García 59' | Asistencia: 4 000 espectadores Árbitro(s): Edgar Espadas Vallejo | Asistencia: 4 000 espectadores Árbitro(s): Edgar Espadas Vallejo |

| 30 de abril, 17:00                                                                                  | Calor          | 1:1 (0:0) | Cuautla      | Unidad Deportiva Gómez Palacio, Gómez Palacio, Durango                 |                                                                        |
| | O. Salazar 68' | Reporte   | M. Palma 91' | Asistencia: 300 espectadores Árbitro(s): Sergio Omar Ruvalcaba Amezcua | Asistencia: 300 espectadores Árbitro(s): Sergio Omar Ruvalcaba Amezcua |
| Pese a empatar 2–2 en el marcador global, Calor avanza a la final por su mejor posición en la tabla |                |           |              |                                                                        |                                                                        |

### Final
| 4 de mayo, 17:00 | Calor | 0:0 (0:0) | Yalmakan | Unidad Deportiva Gómez Palacio, Gómez Palacio, Durango                 |                                                                        |
|                  |       | Reporte   |          | Asistencia: 850 espectadores Árbitro(s): Sergio Omar Ruvalcaba Amezcua | Asistencia: 850 espectadores Árbitro(s): Sergio Omar Ruvalcaba Amezcua |

| 7 de mayo, 16:00                                                         | Yalmakan        | 1:0 (0:0) | Calor | Unidad Deportiva Pescadores, Puerto Morelos, Quintana Roo           |                                                                     |
|                                                                          | M. Guzmán 90+3' | Reporte   |       | Asistencia: 1 200 espectadores Árbitro(s): Gilberto Alvarado Farjat | Asistencia: 1 200 espectadores Árbitro(s): Gilberto Alvarado Farjat |
| Con marcador global de 1–0, Yalmakan es campeón del Torneo Clausura 2017 |                 |           |       |                                                                     |                                                                     |

#### Final - Ida
| 1     | POR   | México Juan Romero         |     |
| 3     | DEF   | México Jesús García        |     |
| 4     | DEF   | México Jesús Meléndez      |     |
| 26    | DEF   | México Fernanado Álvarez   |     |
| 7     | DEF   | México Luis Portales       | 74' |
| 8     | MED   | México Carlos García       |     |
| 14    | MED   | México Oswaldo Silva       |     |
| 28    | MED   | México Esaú Luque          |     |
| 29    | MED   | México Christian Martínez  | 59' |
| 9     | MED   | México Osmar Salazar       |     |
| 30    | DEL   | México Brandon Rosas       | 86' |
| D. T. | D. T. | México Luis Alberto Lozoya |     |

| 1     | POR   | México Bryan Meza         |     |
| 3     | DEF   | México Julio López        |     |
| 4     | DEF   | México Axel Molina        |     |
| 5     | DEF   | México José Carrillo      |     |
| 16    | DEF   | México Jesús Maldonado    |     |
| 6     | MED   | México Carlos Navarro     | 76' |
| 14    | MED   | México Kevin Lazos        |     |
| 19    | MED   | México Paul Brambila      | 82' |
| 20    | MED   | México Javier López       |     |
| 12    | DEL   | México Marco Guzmán       | 86' |
| 39    | DEL   | México Iván Estrella      |     |
| D. T. | D. T. | México Carlos Bracamontes |     |

| 12 | Centrocampista | México José Cisneros   | 59' |
| 10 | Delantero      | México Jesús Ibarra    | 74' |
| 16 | Defensa        | México Carlos Carrillo | 86' |

| 18 | Delantero      | México Roberto Ramírez | 76' |
| 8  | Centrocampista | México Jessie Carrillo | 82' |
| 25 | Delantero      | México Osvaldo Galindo | 86' |

| 30' | México Jesús García |

| 58' | México Carlos Navarro |

| 69' | México Esaú Luque |

| Principal  | México Sergio Omar Ruvalcaba Amezcua    |
| Asistentes | México José Daniel Sánchez Huerta       |
|            | México Jonathan Maximiliano Gómez Olmos |
| Cuarto     | México José Luis Luna Ramírez           |

|                    |   |   |
| Tiros              | - | - |
| Tiros a puerta     | - | - |
| Faltas             | - | - |
| Saques de esquina  | - | - |
| Penaltis           | - | - |
| Fueras de juego    | - | - |
| Posesión del balón | % | % |

| Alineación inicial |

| 1     | POR   | México Juan Romero         |     |
| 3     | DEF   | México Jesús García        |     |
| 4     | DEF   | México Jesús Meléndez      |     |
| 26    | DEF   | México Fernanado Álvarez   |     |
| 7     | DEF   | México Luis Portales       | 74' |
| 8     | MED   | México Carlos García       |     |
| 14    | MED   | México Oswaldo Silva       |     |
| 28    | MED   | México Esaú Luque          |     |
| 29    | MED   | México Christian Martínez  | 59' |
| 9     | MED   | México Osmar Salazar       |     |
| 30    | DEL   | México Brandon Rosas       | 86' |
| D. T. | D. T. | México Luis Alberto Lozoya |     |

| 1     | POR   | México Bryan Meza         |     |
| 3     | DEF   | México Julio López        |     |
| 4     | DEF   | México Axel Molina        |     |
| 5     | DEF   | México José Carrillo      |     |
| 16    | DEF   | México Jesús Maldonado    |     |
| 6     | MED   | México Carlos Navarro     | 76' |
| 14    | MED   | México Kevin Lazos        |     |
| 19    | MED   | México Paul Brambila      | 82' |
| 20    | MED   | México Javier López       |     |
| 12    | DEL   | México Marco Guzmán       | 86' |
| 39    | DEL   | México Iván Estrella      |     |
| D. T. | D. T. | México Carlos Bracamontes |     |

| 12 | Centrocampista | México José Cisneros   | 59' |
| 10 | Delantero      | México Jesús Ibarra    | 74' |
| 16 | Defensa        | México Carlos Carrillo | 86' |

| 18 | Delantero      | México Roberto Ramírez | 76' |
| 8  | Centrocampista | México Jessie Carrillo | 82' |
| 25 | Delantero      | México Osvaldo Galindo | 86' |

| 30' | México Jesús García |

| 58' | México Carlos Navarro |

| 69' | México Esaú Luque |

| Principal  | México Sergio Omar Ruvalcaba Amezcua    |
| Asistentes | México José Daniel Sánchez Huerta       |
|            | México Jonathan Maximiliano Gómez Olmos |
| Cuarto     | México José Luis Luna Ramírez           |

|                    |   |   |
| Tiros              | - | - |
| Tiros a puerta     | - | - |
| Faltas             | - | - |
| Saques de esquina  | - | - |
| Penaltis           | - | - |
| Fueras de juego    | - | - |
| Posesión del balón | % | % |

| Alineación inicial |

| 1     | POR   | México Juan Romero         |     |
| 3     | DEF   | México Jesús García        |     |
| 4     | DEF   | México Jesús Meléndez      |     |
| 26    | DEF   | México Fernanado Álvarez   |     |
| 7     | DEF   | México Luis Portales       | 74' |
| 8     | MED   | México Carlos García       |     |
| 14    | MED   | México Oswaldo Silva       |     |
| 28    | MED   | México Esaú Luque          |     |
| 29    | MED   | México Christian Martínez  | 59' |
| 9     | MED   | México Osmar Salazar       |     |
| 30    | DEL   | México Brandon Rosas       | 86' |
| D. T. | D. T. | México Luis Alberto Lozoya |     |

| 1     | POR   | México Bryan Meza         |     |
| 3     | DEF   | México Julio López        |     |
| 4     | DEF   | México Axel Molina        |     |
| 5     | DEF   | México José Carrillo      |     |
| 16    | DEF   | México Jesús Maldonado    |     |
| 6     | MED   | México Carlos Navarro     | 76' |
| 14    | MED   | México Kevin Lazos        |     |
| 19    | MED   | México Paul Brambila      | 82' |
| 20    | MED   | México Javier López       |     |
| 12    | DEL   | México Marco Guzmán       | 86' |
| 39    | DEL   | México Iván Estrella      |     |
| D. T. | D. T. | México Carlos Bracamontes |     |

| 12 | Centrocampista | México José Cisneros   | 59' |
| 10 | Delantero      | México Jesús Ibarra    | 74' |
| 16 | Defensa        | México Carlos Carrillo | 86' |

| 18 | Delantero      | México Roberto Ramírez | 76' |
| 8  | Centrocampista | México Jessie Carrillo | 82' |
| 25 | Delantero      | México Osvaldo Galindo | 86' |

| 30' | México Jesús García |

| 58' | México Carlos Navarro |

| 69' | México Esaú Luque |

| Principal  | México Sergio Omar Ruvalcaba Amezcua    |
| Asistentes | México José Daniel Sánchez Huerta       |
|            | México Jonathan Maximiliano Gómez Olmos |
| Cuarto     | México José Luis Luna Ramírez           |

|                    |   |   |
| Tiros              | - | - |
| Tiros a puerta     | - | - |
| Faltas             | - | - |
| Saques de esquina  | - | - |
| Penaltis           | - | - |
| Fueras de juego    | - | - |
| Posesión del balón | % | % |

| Alineación inicial |

| 1     | POR   | México Juan Romero         |     |
| 3     | DEF   | México Jesús García        |     |
| 4     | DEF   | México Jesús Meléndez      |     |
| 26    | DEF   | México Fernanado Álvarez   |     |
| 7     | DEF   | México Luis Portales       | 74' |
| 8     | MED   | México Carlos García       |     |
| 14    | MED   | México Oswaldo Silva       |     |
| 28    | MED   | México Esaú Luque          |     |
| 29    | MED   | México Christian Martínez  | 59' |
| 9     | MED   | México Osmar Salazar       |     |
| 30    | DEL   | México Brandon Rosas       | 86' |
| D. T. | D. T. | México Luis Alberto Lozoya |     |

| 1     | POR   | México Bryan Meza         |     |
| 3     | DEF   | México Julio López        |     |
| 4     | DEF   | México Axel Molina        |     |
| 5     | DEF   | México José Carrillo      |     |
| 16    | DEF   | México Jesús Maldonado    |     |
| 6     | MED   | México Carlos Navarro     | 76' |
| 14    | MED   | México Kevin Lazos        |     |
| 19    | MED   | México Paul Brambila      | 82' |
| 20    | MED   | México Javier López       |     |
| 12    | DEL   | México Marco Guzmán       | 86' |
| 39    | DEL   | México Iván Estrella      |     |
| D. T. | D. T. | México Carlos Bracamontes |     |

| 12 | Centrocampista | México José Cisneros   | 59' |
| 10 | Delantero      | México Jesús Ibarra    | 74' |
| 16 | Defensa        | México Carlos Carrillo | 86' |

| 18 | Delantero      | México Roberto Ramírez | 76' |
| 8  | Centrocampista | México Jessie Carrillo | 82' |
| 25 | Delantero      | México Osvaldo Galindo | 86' |

| 30' | México Jesús García |

| 58' | México Carlos Navarro |

| 69' | México Esaú Luque |

| Principal  | México Sergio Omar Ruvalcaba Amezcua    |
| Asistentes | México José Daniel Sánchez Huerta       |
|            | México Jonathan Maximiliano Gómez Olmos |
| Cuarto     | México José Luis Luna Ramírez           |

|                    |   |   |
| Tiros              | - | - |
| Tiros a puerta     | - | - |
| Faltas             | - | - |
| Saques de esquina  | - | - |
| Penaltis           | - | - |
| Fueras de juego    | - | - |
| Posesión del balón | % | % |

| Alineación inicial |

#### Final - Vuelta
| 1     | POR   | México Bryan Meza           |      |
| 3     | DEF   | México Julio López          |      |
| 4     | DEF   | México Axel Molina          |      |
| 5     | DEF   | México José Carrillo        |      |
| 16    | DEF   | México Jesús Maldonado      |      |
| 6     | MED   | México Carlos Navarro       | 80'  |
| 15    | MED   | México Alejandro Villaseñor |      |
| 19    | MED   | México Paul Brambila        |      |
| 20    | MED   | México Javier López         | 72'  |
| 12    | DEL   | México Marco Guzmán         | 116' |
| 39    | DEL   | México Iván Estrella        |      |
| D. T. | D. T. | México Carlos Bracamontes   |      |

| 1     | POR   | México Juan Romero         |      |
| 2     | DEF   | México Iván García         |      |
| 3     | DEF   | México Jesús García        |      |
| 4     | DEF   | México Jesús Meléndez      |      |
| 26    | DEF   | México Fernando Álvarez    |      |
| 7     | MED   | México Luis Portales       | 109' |
| 8     | MED   | México Carlos García       |      |
| 14    | MED   | México Oswaldo Silva       | 55'  |
| 29    | MED   | México Cristian Martínez   | 97'  |
| 9     | DEL   | México Osmar Salazar       |      |
| 30    | DEL   | México Brandon Rosas       |      |
| D. T. | D. T. | México Luis Alberto Lozoya |      |

| 8  | Centrocampista | México Jessie Carrillo | 72'  |
| 14 | Centrocampista | México Kevin Lazos     | 80'  |
| 25 | Delantero      | México Osvaldo Galindo | 116' |

| 10 | Delantero      | México Jesús Ibarra   | 55'  |
| 12 | Centrocampista | México José Cisneros  | 97'  |
| 20 | Delantero      | México Julio Espinoza | 109' |

| 93' | México Marco Guzmán | 1:0 |

| 18' · 67' | México Carlos Navarro México Javier López |

| 24' · 92' · 108' | México Jesús Meléndez México Jesús García México Jesús Ibarra |

| 114' | México Osmar Salazar |

| Principal  | México Gilberto Alvarado Farjat       |
| Asistentes | México Wilberth Renee Briceño Morales |
|            | México Rodrigo René Sansores Díaz     |
| Cuarto     | México Julio César Flores Rodríguez   |

|                    |   |   |
| Tiros              | - | - |
| Tiros a puerta     | - | - |
| Faltas             | - | - |
| Saques de esquina  | - | - |
| Penaltis           | - | - |
| Fueras de juego    | - | - |
| Posesión del balón | % | % |

| Alineación inicial |

| 1     | POR   | México Bryan Meza           |      |
| 3     | DEF   | México Julio López          |      |
| 4     | DEF   | México Axel Molina          |      |
| 5     | DEF   | México José Carrillo        |      |
| 16    | DEF   | México Jesús Maldonado      |      |
| 6     | MED   | México Carlos Navarro       | 80'  |
| 15    | MED   | México Alejandro Villaseñor |      |
| 19    | MED   | México Paul Brambila        |      |
| 20    | MED   | México Javier López         | 72'  |
| 12    | DEL   | México Marco Guzmán         | 116' |
| 39    | DEL   | México Iván Estrella        |      |
| D. T. | D. T. | México Carlos Bracamontes   |      |

| 1     | POR   | México Juan Romero         |      |
| 2     | DEF   | México Iván García         |      |
| 3     | DEF   | México Jesús García        |      |
| 4     | DEF   | México Jesús Meléndez      |      |
| 26    | DEF   | México Fernando Álvarez    |      |
| 7     | MED   | México Luis Portales       | 109' |
| 8     | MED   | México Carlos García       |      |
| 14    | MED   | México Oswaldo Silva       | 55'  |
| 29    | MED   | México Cristian Martínez   | 97'  |
| 9     | DEL   | México Osmar Salazar       |      |
| 30    | DEL   | México Brandon Rosas       |      |
| D. T. | D. T. | México Luis Alberto Lozoya |      |

| 8  | Centrocampista | México Jessie Carrillo | 72'  |
| 14 | Centrocampista | México Kevin Lazos     | 80'  |
| 25 | Delantero      | México Osvaldo Galindo | 116' |

| 10 | Delantero      | México Jesús Ibarra   | 55'  |
| 12 | Centrocampista | México José Cisneros  | 97'  |
| 20 | Delantero      | México Julio Espinoza | 109' |

| 93' | México Marco Guzmán | 1:0 |

| 18' · 67' | México Carlos Navarro México Javier López |

| 24' · 92' · 108' | México Jesús Meléndez México Jesús García México Jesús Ibarra |

| 114' | México Osmar Salazar |

| Principal  | México Gilberto Alvarado Farjat       |
| Asistentes | México Wilberth Renee Briceño Morales |
|            | México Rodrigo René Sansores Díaz     |
| Cuarto     | México Julio César Flores Rodríguez   |

|                    |   |   |
| Tiros              | - | - |
| Tiros a puerta     | - | - |
| Faltas             | - | - |
| Saques de esquina  | - | - |
| Penaltis           | - | - |
| Fueras de juego    | - | - |
| Posesión del balón | % | % |

| Alineación inicial |

| 1     | POR   | México Bryan Meza           |      |
| 3     | DEF   | México Julio López          |      |
| 4     | DEF   | México Axel Molina          |      |
| 5     | DEF   | México José Carrillo        |      |
| 16    | DEF   | México Jesús Maldonado      |      |
| 6     | MED   | México Carlos Navarro       | 80'  |
| 15    | MED   | México Alejandro Villaseñor |      |
| 19    | MED   | México Paul Brambila        |      |
| 20    | MED   | México Javier López         | 72'  |
| 12    | DEL   | México Marco Guzmán         | 116' |
| 39    | DEL   | México Iván Estrella        |      |
| D. T. | D. T. | México Carlos Bracamontes   |      |

| 1     | POR   | México Juan Romero         |      |
| 2     | DEF   | México Iván García         |      |
| 3     | DEF   | México Jesús García        |      |
| 4     | DEF   | México Jesús Meléndez      |      |
| 26    | DEF   | México Fernando Álvarez    |      |
| 7     | MED   | México Luis Portales       | 109' |
| 8     | MED   | México Carlos García       |      |
| 14    | MED   | México Oswaldo Silva       | 55'  |
| 29    | MED   | México Cristian Martínez   | 97'  |
| 9     | DEL   | México Osmar Salazar       |      |
| 30    | DEL   | México Brandon Rosas       |      |
| D. T. | D. T. | México Luis Alberto Lozoya |      |

| 8  | Centrocampista | México Jessie Carrillo | 72'  |
| 14 | Centrocampista | México Kevin Lazos     | 80'  |
| 25 | Delantero      | México Osvaldo Galindo | 116' |

| 10 | Delantero      | México Jesús Ibarra   | 55'  |
| 12 | Centrocampista | México José Cisneros  | 97'  |
| 20 | Delantero      | México Julio Espinoza | 109' |

| 93' | México Marco Guzmán | 1:0 |

| 18' · 67' | México Carlos Navarro México Javier López |

| 24' · 92' · 108' | México Jesús Meléndez México Jesús García México Jesús Ibarra |

| 114' | México Osmar Salazar |

| Principal  | México Gilberto Alvarado Farjat       |
| Asistentes | México Wilberth Renee Briceño Morales |
|            | México Rodrigo René Sansores Díaz     |
| Cuarto     | México Julio César Flores Rodríguez   |

|                    |   |   |
| Tiros              | - | - |
| Tiros a puerta     | - | - |
| Faltas             | - | - |
| Saques de esquina  | - | - |
| Penaltis           | - | - |
| Fueras de juego    | - | - |
| Posesión del balón | % | % |

| Alineación inicial |

| 1     | POR   | México Bryan Meza           |      |
| 3     | DEF   | México Julio López          |      |
| 4     | DEF   | México Axel Molina          |      |
| 5     | DEF   | México José Carrillo        |      |
| 16    | DEF   | México Jesús Maldonado      |      |
| 6     | MED   | México Carlos Navarro       | 80'  |
| 15    | MED   | México Alejandro Villaseñor |      |
| 19    | MED   | México Paul Brambila        |      |
| 20    | MED   | México Javier López         | 72'  |
| 12    | DEL   | México Marco Guzmán         | 116' |
| 39    | DEL   | México Iván Estrella        |      |
| D. T. | D. T. | México Carlos Bracamontes   |      |

| 1     | POR   | México Juan Romero         |      |
| 2     | DEF   | México Iván García         |      |
| 3     | DEF   | México Jesús García        |      |
| 4     | DEF   | México Jesús Meléndez      |      |
| 26    | DEF   | México Fernando Álvarez    |      |
| 7     | MED   | México Luis Portales       | 109' |
| 8     | MED   | México Carlos García       |      |
| 14    | MED   | México Oswaldo Silva       | 55'  |
| 29    | MED   | México Cristian Martínez   | 97'  |
| 9     | DEL   | México Osmar Salazar       |      |
| 30    | DEL   | México Brandon Rosas       |      |
| D. T. | D. T. | México Luis Alberto Lozoya |      |

| 8  | Centrocampista | México Jessie Carrillo | 72'  |
| 14 | Centrocampista | México Kevin Lazos     | 80'  |
| 25 | Delantero      | México Osvaldo Galindo | 116' |

| 10 | Delantero      | México Jesús Ibarra   | 55'  |
| 12 | Centrocampista | México José Cisneros  | 97'  |
| 20 | Delantero      | México Julio Espinoza | 109' |

| 93' | México Marco Guzmán | 1:0 |

| 18' · 67' | México Carlos Navarro México Javier López |

| 24' · 92' · 108' | México Jesús Meléndez México Jesús García México Jesús Ibarra |

| 114' | México Osmar Salazar |

| Principal  | México Gilberto Alvarado Farjat       |
| Asistentes | México Wilberth Renee Briceño Morales |
|            | México Rodrigo René Sansores Díaz     |
| Cuarto     | México Julio César Flores Rodríguez   |

|                    |   |   |
| Tiros              | - | - |
| Tiros a puerta     | - | - |
| Faltas             | - | - |
| Saques de esquina  | - | - |
| Penaltis           | - | - |
| Fueras de juego    | - | - |
| Posesión del balón | % | % |

| Alineación inicial |